# Георг Аренс
Георг Фрідріх Аренс (нім. Georg Friedrich Ahrens; 29 квітня 1896, Дельменгорст — 22 жовтня 1974, Гамбург) — німецький державний діяч, групенфюрер СС.

## Біографія
Учасник Першої світової війни. 1 грудня 1930 року вступив у НСДАП (квиток №402 019), 1 грудня 1933 року — в СС (квиток №36 226). Обіймав високі посади у партійній організації та місцевому управлінні Гамбурга, з 1934 року — член Гамбурзького сенату. З 24 серпня 1938 року — заступник імперського намісника Гамбурга Карла Кауфмана у званні статс-секретаря та президент гамбурзької міської адміністрації. Брав активну участь у керівництві культурою: заступник голови Наглядової ради «Німецького видовищного дому» (Deutschen Schauspielehauses AG), член наглядової ради Гамбурзької міської опери. Крім того, Аренс входив до складу наглядових рад низки гамбурзьких промислових компаній.

## Звання
- Доброволець (17 вересня 1914)
- Фельдфебель (1 березня 1920)

- Крайсляйтер (27 вересня 1931)
- Гауамтсляйтер (грудень 1932)
- Сенатський радник (8 березня 1933)
- Державний радник (28 березня 1933)
- Статс-секретар (6 липня 1933)
- Штандартенфюрер СС (1 грудня 1933)
- Оберфюрер СС (13 серпня 1934)
- Лейтенант резерву (24 квітня 1935)
- Оберлейтенант резерву (1 квітня 1936)
- Гауптман резерву (25 серпня 1937)
- Бригадефюрер СС (30 січня 1939)
- Групенфюрер СС (9 листопада 1942)

## Нагороди
- Залізний хрест 2-го і 1-го класу
- Військовий хрест Фрідріха-Августа (Ольденбург) 2-го класу
- Нагрудний знак «За поранення» в сріблі (1918)
- Почесний хрест ветерана війни з мечами (1934)
- Почесний знак Німецького Червоного Хреста 1-го ступеня із зіркою
- Йольський свічник (16 грудня 1935)
- Знак учасника зльоту СА в Брауншвейзі 1931
- Німецький Олімпійський знак 1-го класу
- Почесний кинджал СС
- Почесна шпага рейхсфюрера СС (1 грудня 1937)
- Перстень «Мертва голова» (1 грудня 1937)
- Почесний кут старих бійців
- Цивільний знак СС (№462)
- Орден Корони Румунії, великий офіцерський хрест
- Орден Данеброг (Данія)
- Орден Заслуг (Чилі), командорський хрест
- Орден Корони Італії, великий офіцерський хрест
- Орден Заслуг (Угорщина)
- Орден Лева Фінляндії
- Медаль «За вислугу років у НСДАП» в бронзі та сріблі (15 років)
- Хрест Воєнних заслуг
  - 2-го класу з мечами
  - 1-го класу з мечами (3 жовтня 1942) — нагороджений за наказом Германа Герінга.
- Золотий партійний знак НСДАП (30 січня 1943)
- Застібка до Залізного хреста 2-го і 1-го класу (5 серпня 1943) — отримав 2 нагороди одночасно за дії під час і після бомбардування Гамбурга.